# 山形労働局
山形労働局（やまがたろうどうきょく）は、山形県山形市にある日本の都道府県労働局で、山形県を管轄している。

## 所在地
- 本局 山形県山形市香澄町三丁目2番1号 山交ビル3階

## 組織
局長
- 総務部
  - 総務課、企画室、労働保険徴収室
- 労働基準部
  - 監督課、健康安全課、賃金室、労災補償課
- 職業安定部
  - 職業安定課、職業対策課、需給調整事業室、求職者支援室
- 雇用均等室

## 出先機関
- 労働基準監督署（5署）
  - 山形労働基準監督署（山形市）
  - 庄内労働基準監督署（鶴岡市）
  - 米沢労働基準監督署（米沢市）
  - 新庄労働基準監督署（新庄市）
  - 村山労働基準監督署（村山市）

- 公共職業安定所（ハローワーク、8所）
  - 山形公共職業安定所（山形市）
  - 米沢公共職業安定所（米沢市）
  - 酒田公共職業安定所（酒田市）
  - 鶴岡公共職業安定所（鶴岡市）
  - 新庄公共職業安定所（新庄市）
  - 長井公共職業安定所（長井市）
  - 村山公共職業安定所（村山市）
  - 寒河江公共職業安定所（寒河江市）

## 管轄
- 山形県全域